# Кишобран, освета и узица
Кишобран, освета и узица је југословенски ТВ филм из 1962. године. Режирао га је Здравко Шотра, а сценарио су писали Душица Манојловић и Александар Обреновић по мовели Ги де Мопасана.

## Улоге
| Глумац              | Улога |
| ------------------- | ----- |
| Татјана Бељакова    |       |
| Олга Ивановић       |       |
| Драган Оцокољић     |       |
| Ђорђе Пура          |       |
| Миодраг Радовановић |       |
| Никола Симић        |       |
| Славко Симић        |       |